# Damalis grossa
Damalis grossa là một loài ruồi trong họ Asilidae. Damalis grossa được Schiner miêu tả năm 1868. Loài này phân bố ở miền Ấn Độ - Mã Lai.